# Shumyachsky (huyện)
Huyện Shumyachsky (tiếng Nga: Шумячский райо́н) là một huyện hành chính tự quản (raion), của Tỉnh Smolensk, Nga. Huyện có diện tích 1399 km², dân số thời điểm ngày 1 tháng 1 năm 2000 là 16000 người. Trung tâm của huyện đóng ở Shumyachi.